# Сотирија Белу
Сотирија Белу (Халкида, 22. август 1921 — Атина, 27. август 1997) je била грчка певачица ребетико музике односно грчке традиционалне музике.

## Младост
Рођена је у градићу Дросиа на острву Евбеја. Већ је почела да пева са својих три година. Имала је проблема са мајком због певања јер она није желела такву каријеру за своју ћерку док ју је међутим, отац подстицао за музику у куповао јој гитаре.

## Каријера
Године 1940. се одселила у Атину где је започела своју каријеру. Радила је на многим местима а њен таленат је препознао певач Василис Цицанис с којим је снимила преко 78 грамофонских плоча ребетико музике. Певала је касније у многим клубовима у Атини као што су Rosiniol, Tzimis o Hontros, Hydra, Triana, Falirikon. У средњим шездесетим, ребетико музика више није била толико популарна те није било много посла у клубовима. Тек двадесет година касније се поново враћа традиционална музика у Грчкој.

## Хитови
Највећи хитови:
- Synefiasmeni Kyriakh (Συννεφιασμένη Κυριακή) sanis
- Kavourakia (Καβουράκια)
- Otan pineis stihn taverna (Όταν πίνεις στην ταβέρνα)
- Kane ligaki ypomoni (Κάνε λιγάκι υπομονή)
- Pos tha perasei i vradia (Πώς θα περάσει η βραδιά)
- Kane kourayio kardia mou (Κάνε κουράγιο καρδιά μου)
- Anoixe, anoixe (Άνοιξε, άνοιξε)
- O naftis (Ο ναύτης)
- To svisto fanari (Το σβηστό φανάρι)
- Eipa na sviso ta palia (Είπα να σβήσω τα παλιά)
- Laiko Tsigaro (Λαϊκό τσιγάρο)

## Активизам
Она је током рата била активисткиња грчког покрета отпора. Била је ухваћена од стране нациста и била је у затвору.

## Приватни живот
Године 1938. се удала на наговор родитеља за човека по имену Вангелис Тримурас који ју је тукао. Сотирија је излила насилнику у лице витриол. Осуђена је на три године, али је успела да казну смањи и после шест месеци је била на слободи. Она се касније јавно изјашњавала као лезбијка. Алкохол и коцка су јој били велики пороци. Имала је рак ждрела и умрла је од тога.